# Rosa khasautensis
Rosa khasautensis es una especie de planta del género Rosa, de la familia Rosaceae.

## Taxonomía
Rosa khasautensis fue descrita por Galushko en 1961.

## Distribución
Se encuentra en el territorio de Cáucaso septentrional.